# Kviström
Kviström, äldre stavning  Kvistrum, är en del av tätorten Munkedal i Munkedals kommun, Västra Götalands län. Den ligger sydost om
Munkedals centrum på östra sidan av Örekilsälven, här även kallad Kvistrumsälven eller Kviströmmen.
Vid Kvistrum låg i äldre tider den enda övergången över Kviströmmen  för den nord-sydliga vägen genom Bohuslän. En stenbro med tre valv, byggd 1818, leder över Örekilsälven.
Här fanns ett gästgiveri och fram till 1971 en tingsplats för Sunnervikens domsaga. Den sista tingshusbyggnaden finns kvar och är numera i privat ägo. Det är det stora tegelhuset på höjden öster om före detta E6:an.
Kviströms strategiska läge, den mellan branta berg inklämda älvövergången, orsakade att flera slag utkämpades i området, bland annat slaget vid Kvistrum år 1788 under det så kallade Teaterkriget (i Bohuslän kallat Tyttebärskriget).
Intill Kviström ligger Kviströms naturreservat som består av Klevabergets rasbrant mot väster.